# Kangtoap Padevat
Kangtoap Padevat (Quân đội Cách mạng) là một tờ tuần báo tiếng Khmer của Campuchia có trụ sở tại Phnôm Pênh được xuất bản vào thập niên 1980. Số đầu tiên xuất hiện vào tháng 12 năm 1979. Kongtoap Padevat là cơ quan ngôn luận của Quân đội Cách mạng Nhân dân Campuchia, lực lượng vũ trang chính quy của Cộng hòa Nhân dân Campuchia trong thời kỳ Việt Nam đóng quân tại Campuchia năm 1979–1989. Hiện tại tờ báo này đã đình bản từ lâu. 